# Gyulai Húskombinát Szamuely Tibor Szocialista Brigádja
A Gyulai Húskombinát Szamuely Tibor Szocialista Brigádja (röviden Szamuely Tibor szocialista brigád) 30 húsipari szakmunkásból álló munkaközösség. A Gyulai Húskombinát dolgozói a vágóüzemben sertést és marhát vágtak le, és készítettek elő további feldolgozásra. 
1985-ben a brigád négy tagja megkapta a Magyar Népköztársaság Állami Díját, az indoklás szerint „a többletexport-árualap megtermeléséhez való hozzájárulásért, a termékminőségért, a vágási veszteség csökkentéséért és a melléktermék-kitermelés növelése terén elért eredményeikért”.

## A brigád tagjai
1985-ben a Szamuely Tiborról elnevezett brigád tagja volt:
- Bondár László (1957–2022) húsipari szakmunkás, brigádvezető (Vállalat Kiváló Dolgozója, 1983)[3]
- Kővári Zsolt (1937) húsipari szakmunkás (Kiváló Munkáért, 1970)
- Pántya János (1950) húsipari technikus, művezető (Munka Érdemrend bronz fokozat, 1977)
- Rózsa András (1940) húsipari szakmunkás, szúrómester[4] (Munka Érdemrend bronz fokozat, 1983)
- valamint további 26 húsipari dolgozó

## A brigád története
A brigádot 1957-ben 13 taggal alapították, Kővári Zsolt az alapító tagok között volt. Ekkor még nem neveztek ki állandó brigádvezetőt, a poszton a tagok hetente váltották egymást. Később Rózsa Andrást, majd 1983-tól Bondár Lászlót választották vezetőnek. A brigád 1985-re 30 tagúra bővült.
Bondár László 1974-ben, 17 évesen szerzett szakmunkás-bizonyítványt, ebben az évben lett a brigád tagja.
A brigád a Gyulai Húskombinát vágóüzemében évente mintegy 700 ezer sertést és 25 ezer marhát vágott le, és készítettek elő további feldolgozásra. A húst hazai fogyasztásra és exportra szállították.
A brigád tagjai 1957 és 1985 között a szocialista cím bronz fokozatát háromszor, az aranyfokozatot szintén háromszor nyerték el, a Vállalat Kiváló Brigádja címet hatszor szerezték meg.